# Premier League (Dominica)
Die 1950 gegründete  Premier League ist die höchste Spielklasse des nationalen Fußballverbands von Dominica.
Rekordsieger ist Promex Harlem United (bis 1979 Harlem Rovers / 1980–2002 Harlem Bombers) mit 20 Titeln.

## Aktuelle Saison
In der 2025 nehmen die folgenden 10 Mannschaften am Spielbetrieb teil:
- CCCUL Dublanc FC
- Mahaut Socca Strikers
- WE United FC
- LA Enterprises Bombers
- Promex Harlem United
- Sagicor South East United
- Middleham United FC
- Petro Caribe Pointe Michel FC
- East Central FC
- DS FC